# Selección de fútbol sub-20 de Checoslovaquia
La Selección de fútbol sub-20 de Checoslovaquia fue la selección que representó al país en el Mundial Sub-20 y en el Campeonato Europeo Sub-18; y era controlado por la Asociación Checoslovaca de Fútbol.

## Palmarés
- Campeonato Europeo Sub-18:

1955, 1956, 1968

## Participaciones

### Mundial Sub-20
| Año        | Ronda                 | J                     | G                     | E                     | P                     | GF                    | GC                    |
| ---------- | --------------------- | --------------------- | --------------------- | --------------------- | --------------------- | --------------------- | --------------------- |
| 1977       | No clasificó          | No clasificó          | No clasificó          | No clasificó          | No clasificó          | No clasificó          | No clasificó          |
| 1979       | No clasificó          | No clasificó          | No clasificó          | No clasificó          | No clasificó          | No clasificó          | No clasificó          |
| 1981       | No clasificó          | No clasificó          | No clasificó          | No clasificó          | No clasificó          | No clasificó          | No clasificó          |
| 1983       | Cuartos de final      | 4                     | 2                     | 0                     | 2                     | 8                     | 8                     |
| 1985       | No clasificó          | No clasificó          | No clasificó          | No clasificó          | No clasificó          | No clasificó          | No clasificó          |
| 1987       | No clasificó          | No clasificó          | No clasificó          | No clasificó          | No clasificó          | No clasificó          | No clasificó          |
| 1989       | Fase de grupos        | 3                     | 1                     | 1                     | 1                     | 2                     | 2                     |
| 1991       | No clasificó          | No clasificó          | No clasificó          | No clasificó          | No clasificó          | No clasificó          | No clasificó          |
| 1993       | No clasificó          | No clasificó          | No clasificó          | No clasificó          | No clasificó          | No clasificó          | No clasificó          |
| 1995       | No clasificó          | No clasificó          | No clasificó          | No clasificó          | No clasificó          | No clasificó          | No clasificó          |
| desde 1997 | Véase República Checa | Véase República Checa | Véase República Checa | Véase República Checa | Véase República Checa | Véase República Checa | Véase República Checa |
| Total      | 2/10                  | 7                     | 3                     | 1                     | 3                     | 10                    | 10                    |

### Eurocopa Sub-18
| Año        | Ronda                 | J                     | G                     | E                     | P                     | GF                    | GC                    |
| ---------- | --------------------- | --------------------- | --------------------- | --------------------- | --------------------- | --------------------- | --------------------- |
| 1948       | No participó          | No participó          | No participó          | No participó          | No participó          | No participó          | No participó          |
| 1949       | No participó          | No participó          | No participó          | No participó          | No participó          | No participó          | No participó          |
| 1950       | No participó          | No participó          | No participó          | No participó          | No participó          | No participó          | No participó          |
| 1951       | No participó          | No participó          | No participó          | No participó          | No participó          | No participó          | No participó          |
| 1952       | No participó          | No participó          | No participó          | No participó          | No participó          | No participó          | No participó          |
| 1953       | No participó          | No participó          | No participó          | No participó          | No participó          | No participó          | No participó          |
| 1954       | No participó          | No participó          | No participó          | No participó          | No participó          | No participó          | No participó          |
| 1955       | Campeón               | 3                     | 3                     | 0                     | 0                     | 6                     | 2                     |
| 1956       | Campeón               | 3                     | 2                     | 1                     | 0                     | 4                     | 1                     |
| 1957       | Fase de grupos        | 3                     | 2                     | 0                     | 1                     | 6                     | 4                     |
| 1958       | Fase de grupos        | 4                     | 2                     | 0                     | 2                     | 9                     | 7                     |
| 1959       | Fase de grupos        | 3                     | 1                     | 1                     | 1                     | 2                     | 2                     |
| 1960       | No participó          | No participó          | No participó          | No participó          | No participó          | No participó          | No participó          |
| 1961       | No participó          | No participó          | No participó          | No participó          | No participó          | No participó          | No participó          |
| 1962       | 3.º Lugar             | 5                     | 2                     | 2                     | 1                     | 8                     | 9                     |
| 1963       | Fase de grupos        | 3                     | 1                     | 0                     | 2                     | 4                     | 5                     |
| 1964       | Cuartos de final      | 3                     | 2                     | 0                     | 1                     | 4                     | 6                     |
| 1965       | 3.º Lugar             | 5                     | 3                     | 1                     | 1                     | 14                    | 5                     |
| 1966       | Fase de grupos        | 3                     | 2                     | 0                     | 1                     | 7                     | 6                     |
| 1967       | No clasificó          | No clasificó          | No clasificó          | No clasificó          | No clasificó          | No clasificó          | No clasificó          |
| 1968       | Campeón               | 5                     | 4                     | 0                     | 1                     | 10                    | 5                     |
| 1969       | Fase de grupos        | 3                     | 1                     | 0                     | 2                     | 8                     | 4                     |
| 1970       | No clasificó          | No clasificó          | No clasificó          | No clasificó          | No clasificó          | No clasificó          | No clasificó          |
| 1971       | Fase de grupos        | 3                     | 1                     | 2                     | 0                     | 5                     | 3                     |
| 1972       | No clasificó          | No clasificó          | No clasificó          | No clasificó          | No clasificó          | No clasificó          | No clasificó          |
| 1973       | Fase de grupos        | 3                     | 1                     | 1                     | 1                     | 4                     | 4                     |
| 1974       | No clasificó          | No clasificó          | No clasificó          | No clasificó          | No clasificó          | No clasificó          | No clasificó          |
| 1975       | No clasificó          | No clasificó          | No clasificó          | No clasificó          | No clasificó          | No clasificó          | No clasificó          |
| 1976       | Fase de grupos        | 3                     | 1                     | 0                     | 2                     | 4                     | 5                     |
| 1977       | No clasificó          | No clasificó          | No clasificó          | No clasificó          | No clasificó          | No clasificó          | No clasificó          |
| 1978       | No clasificó          | No clasificó          | No clasificó          | No clasificó          | No clasificó          | No clasificó          | No clasificó          |
| 1979       | Fase de grupos        | 3                     | 2                     | 0                     | 1                     | 8                     | 3                     |
| 1980       | No clasificó          | No clasificó          | No clasificó          | No clasificó          | No clasificó          | No clasificó          | No clasificó          |
| 1981       | Fase de grupos        | 3                     | 0                     | 1                     | 2                     | 4                     | 7                     |
| 1982       | Finalista             | 5                     | 3                     | 1                     | 1                     | 6                     | 4                     |
| 1983       | Finalista             | 5                     | 1                     | 3                     | 1                     | 5                     | 4                     |
| 1984       | Fase de grupos        | 3                     | 1                     | 1                     | 1                     | 3                     | 5                     |
| 1986       | No clasificó          | No clasificó          | No clasificó          | No clasificó          | No clasificó          | No clasificó          | No clasificó          |
| 1988       | Cuartos de final      | 2                     | 1                     | 0                     | 1                     | 1                     | 1                     |
| 1990       | No clasificó          | No clasificó          | No clasificó          | No clasificó          | No clasificó          | No clasificó          | No clasificó          |
| 1992       | No clasificó          | No clasificó          | No clasificó          | No clasificó          | No clasificó          | No clasificó          | No clasificó          |
| 1993       | No clasificó          | No clasificó          | No clasificó          | No clasificó          | No clasificó          | No clasificó          | No clasificó          |
| 1994       | No clasificó          | No clasificó          | No clasificó          | No clasificó          | No clasificó          | No clasificó          | No clasificó          |
| desde 1995 | Véase República Checa | Véase República Checa | Véase República Checa | Véase República Checa | Véase República Checa | Véase República Checa | Véase República Checa |
| Total      | 21/44                 | 73                    | 36                    | 14                    | 23                    | 120                   | 92                    |